# Postira
Postira est un village et une municipalité située sur l'île de Brač dans le comitat de Split-Dalmatie, en Croatie. Au recensement de 2001, la municipalité comptait 1 553 habitants, dont 97,55 % de Croates et le village seul comptait 1 375 habitants.

## Localités
La municipalité de Postira compte 2 localités : Dol et Postira.